# Anartia fatima
Anartia fatima (denominada popularmente, em língua inglesa, de Fatima) é uma borboleta neotropical da família Nymphalidae e subfamília Nymphalinae, encontrada do México até o Panamá, podendo, ocasionalmente, ser avistada no Texas (Estados Unidos). Foi classificada por Johan Christian Fabricius, com a denominação de Papilio fatima, em 1793.

## Descrição
Indivíduos desta espécie possuem as asas de contornos serrilhados, com cerca de 6 a 7 centímetros, e são basicamente de coloração marrom, vistos por cima, com uma faixa branca atravessando as suas asas, de cima a baixo, e com manchas de mesma tonalidade próximas à margem superior das asas anteriores. Outra faixa, em vermelho e com a forma estilizada de um raio, pode ser avistada na asa posterior do inseto. Por baixo, tal padrão se mistura com o de uma folha seca.

## Hábitos e alimentação das lagartas
Esta espécie pode ser encontrada em floresta primária, ao longo das margens dos rios e em clareiras; mas também ocorrendo, principalmente, em habitats de floresta secundária e em campos, pastagens e pomares. Se alimentam de substâncias retiradas de flores como a Lantana camara. Suas lagartas alimentam-se de plantas da família Acanthaceae.

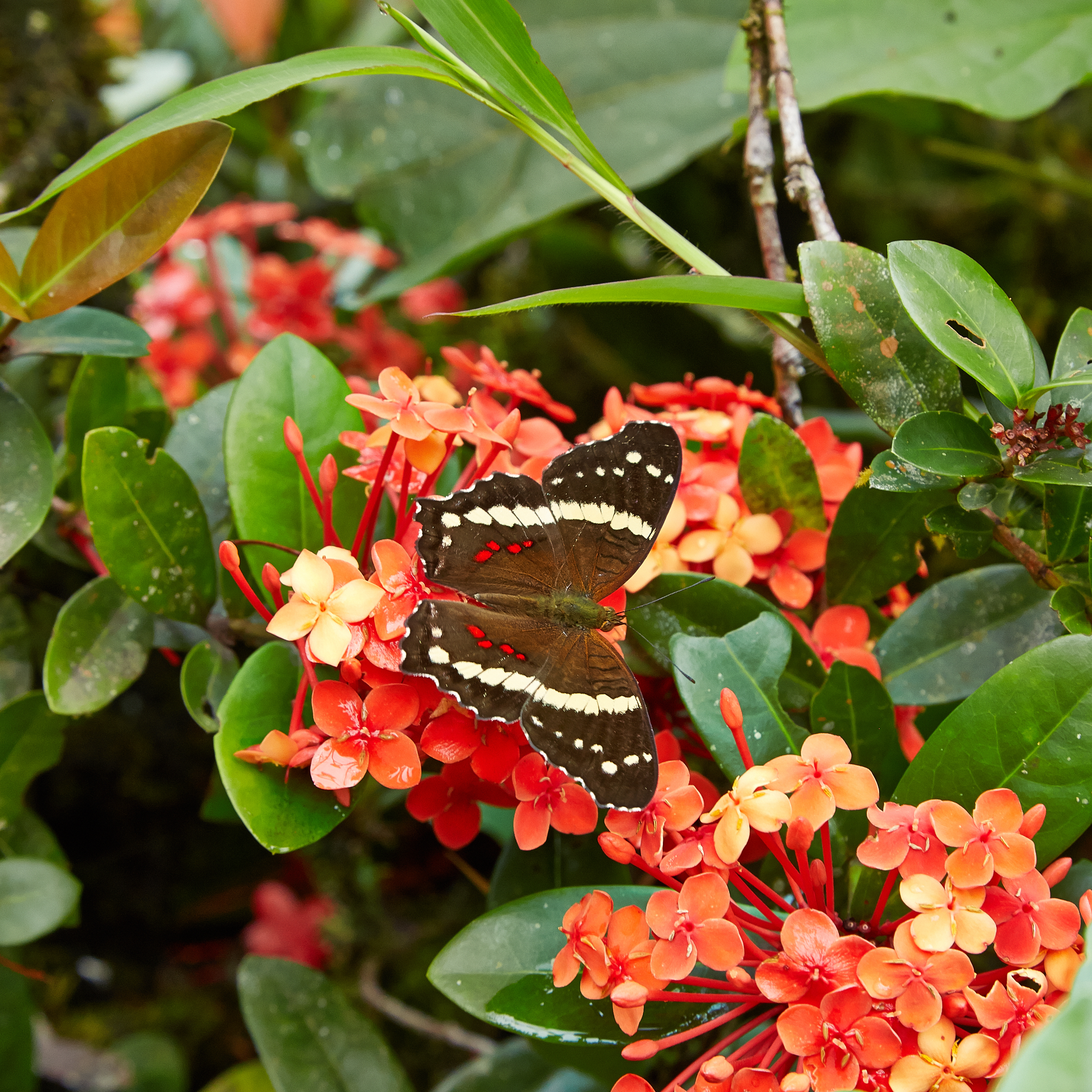
Borboleta da espécie A. fatima se alimentando de Ixora coccinea.

## Hibridização
Os indivíduos de Anartia fatima podem formar híbridos com Anartia amathea na região do Panamá (província de Darién).

## Subespécies
A. fatima possui duas subespécies:
- Anartia fatima fatima - Descrita por Fabricius em 1793, de exemplar proveniente do México ou Guatemala ("Indiis" na descrição).
- Anartia fatima colima - Descrita por Lamas em 1995, de exemplar proveniente do México (Colima).